# Fouad El Morabit Amghar
Fouad El Morabit Amghar (Nador, 1973, es un terrorista marroquí, fue acusado de participar en los atentados del 11 de marzo de 2004 en Madrid, siendo colaborador de El Egipcio. 
Antes de los atentados, estaba siendo vigilado por orden del Juzgado Central de Instrucción número 4 de Madrid al sospecharse que pertenecía a una célula yihadista. Después de los atentados fue detenido tres veces y liberado dos. La primera en Ugena (Toledo) el 24 de marzo de 2004. Ingresó en prisión el 12 de abril de 2004, tras comprobarse que habló por teléfono con los suicidas de Leganés.
Se consideró probado en el juicio por los atentados que en la madrugada del día 11 viajaba en uno de los tres vehículos que se utilizaron por los terroristas para la comisión del delito. Negó haber participado. Fue condenado a 12 años de prisión por la Audiencia Nacional el 31 de octubre de 2007 por pertenencia o integración en organización terrorista.
La sentencia fue confirmada por el Tribunal Supremo de España el 17 de julio de 2008.